# Brachyta sachalinensis
Brachyta sachalinensis là một loài bọ cánh cứng trong họ Cerambycidae.